# Martin Králik
Martin Králik (* 3. duben 1995 Prievidza) je slovenský profesionální fotbalista, který hraje na pozici středního obránce za český klub FK Mladá Boleslav. V roce 2017 odehrál také 1 utkání v dresu slovenské reprezentace.

## Klubová kariéra

### Mládežnické roky
Králik je odchovancem dnes již zaniklého klubu FK Baník Prievidza.

### MŠK Žilina
V týmu MŠK Žilina působil od roku 2013.

#### Sezóna 2013/14
V premiérové sezoně v dresu "áčka" odehrál sedm ligových utkání, ve kterých dokázal vstřelit dvě branky. Nastoupil také do jednoho zápasu národního poháru proti Slovanu Bratislava.

#### Sezóna 2014/15
V sezoně 2014/15 stále neměl své místo v sestavě prvoligového týmu jisté a tak nastupoval i za druholigovou rezervu. V dresu prvoligového áčka odehrál čtyři utkání bez vstřelené branky, za rezervu nastoupil do 15 zápasů, v nichž jednou skóroval.

#### Sezóna 2015/16
V sezoně 2015/16 už dostával v prvním týmu více prostoru a objevil se v 18 prvoligových utkáních, ve kterých vstřelil jednu branku. Odehrál také čtyři zápasy národního poháru, ve kterých střelecky taktéž jednou uspěl a to v utkání proti TJ FK Vyšné Opatské. Nadále také vypomáhal rezervnímu týmu, za který odehrál 7 zápasů.
Dočkal se také nominace k zápasu Evropské ligy. Proti Bilbau však v jednom z kvalifikačních zápasů zůstal jen na lavičce.

#### Sezóna 2016/17
V sezoně 2016/17 již nastupoval jen za prvoligový tým a stal se tak jeho pevným členem. V rámci nejvyšší slovenské soutěže nastoupil k 28 zápasům, zároveň odehrál i 4 utkání národního poháru. V uvedené sezoně branku nevstřelil.
Na konci této sezony mohl s Žilinou oslavit svůj první titul mistra slovenské nejvyšší soutěže.

#### Sezóna 2017/18
Sezona 2017/18 znamenala pro Králika herní premiéru v evropských pohárech. Nastoupil totiž do dvou kvalifikačních utkání Ligy mistrů proti FC Kodaň.
V nejvyšší slovenské soutěži pak odehrál 24 zápasů, v nichž vstřelil 1 branku. Nastoupil také 3 zápasů slovenského národního poháru (1 branka) a v pěti zápasech vypomohl i rezervnímu týmu (taktéž jedna vstřelená branka).

#### Sezóna 2018/19
Na jeho poměry již běžné vytížení přišlo i v sezoně 2018/19. Králik odehrál 24 prvoligových utkání, v 8 zápasech nastoupil v národním poháru a pětkrát nastoupil za druholigovou rezervu. Celkem si v této sezoně připsal tři přesné zásahy.

#### Sezóna 2019/20
Ve své poslední sezoně v dresu Žiliny dokázal Králik vstřelit tři prvoligové branky ve 22 zápasech, na trávník vyběhl i ve dvou zápasech národního poháru.

### SK Dynamo České Budějovice
Žilinu i díky existenčním potížím klubu (způsobeným i pandemií covidu-19) opustil po sedmi letech v létě 2020, kdy přestoupil do týmu SK Dynamo České Budějovice hrajícího nejvyšší soutěž v České republice. V létě 2024 mu zde vypršela smlouva a tak se dohodl s Mladou Boleslaví.

### FK Mladá Boleslav
V létě 2024 zde podepsal smlouvu.

## Reprezentační kariéra
Nastoupil celkově do 6 mezistátních utkání v dresu Slovenska v mládežnických věkových kategoriích do 17 a 21 let. V roce 2017 se pak dočkal premiérové pozvánky do seniorské reprezentace. Premiéru v národním dresu si odbyl v přátelském utkání proti Ugandě.

## Klubové statistiky
- aktuální k 3. únor 2021

| Tým                        | Sezona                  | Liga   | Liga   | Pohár  | Pohár  | Evropské poháry | Evropské poháry |
| Tým                        | Sezona                  | Zápasy | Branky | Zápasy | Branky | Zápasy          | Branky          |
| -------------------------- | ----------------------- | ------ | ------ | ------ | ------ | --------------- | --------------- |
| MŠK Žilina                 | 2013/14                 | 7      | 2      | 1      | 0      | -               | -               |
| MŠK Žilina                 | 2014/15                 | 4      | 0      | -      | -      | -               | -               |
| MŠK Žilina                 | 2015/16                 | 18     | 1      | 4      | 1      | 0               | 0               |
| MŠK Žilina                 | 2016/17                 | 28     | 0      | 3      | 0      | -               | -               |
| MŠK Žilina                 | 2017/18                 | 24     | 1      | 3      | 1      | 2               | 0               |
| MŠK Žilina                 | 2018/19                 | 24     | 1      | 8      | 1      | -               | -               |
| MŠK Žilina                 | 2019/20                 | 22     | 3      | 2      | 0      | -               | .               |
| MŠK Žilina B               | 2014/15 (2. liga západ) | 15     | 1      | -      | -      | -               | -               |
| MŠK Žilina B               | 2015/16 (2. liga západ) | 7      | 0      | -      | -      | -               | -               |
| MŠK Žilina B               | 2017/18 (2. liga)       | 5      | 1      | -      | -      | -               | -               |
| MŠK Žilina B               | 2018/19 (2. liga)       | 5      | 1      | -      | -      | -               | -               |
| SK Dynamo České Budějovice | 2020/21                 | 16     | 0      | -      | -      | -               | -               |
| Celkem                     | Celkem                  | 175    | 11     | 21     | 3      | 2               | 0               |

## Úspěchy
- 1x vítěz Slovenské ligy